# Onycocaris amakusensis
Onycocaris amakusensis är en kräftdjursart som beskrevs av Fujino och Miyake 1969. Onycocaris amakusensis ingår i släktet Onycocaris och familjen Palaemonidae. Inga underarter finns listade i Catalogue of Life.